# Salmo cettii
Salmo cettii – gatunek ryby z rodziny łososiowatych (Salmonidae).

## Występowanie
Jest to ryba słodkowodna. Występuje w wodach zlewiska Morza Tyrreńskiego w południowych i południowo-zachodnich Włoszech, oraz na Sardynii i Korsyce. Preferuje strumienie górskie i nizinne w okolicy wywierzysk. Pływa w wodach o umiarkowanej temperaturze, zwykle od 10 °C do 20 °C. Często spotykany jest przy dnie w gęstej roślinności.

## Charakterystyka

### Morfologia
Dorasta nawet do 40 cm długości, jednak osiągając dojrzałość płciową, osobniki mierzą od 23 do 25 cm. Mają charakterystyczne liczne, brązowe lub czarne plamki na bokach, zwykle między 20 a 60. Są one mniejsze niż średnica oka. 

### Dieta
Żywią się głównie owadami. 

### Rozmnażanie
Składają ikrę na żwirowym podłożu w płytkiej wodzie. 

## Status
Gatunek ten został sklasyfikowany przez IUCN jako bliski zagrożenia. Według danych z 2008 roku liczebność populacji tego gatunku jest w tendencji spadkowej.